# Rorer A. James

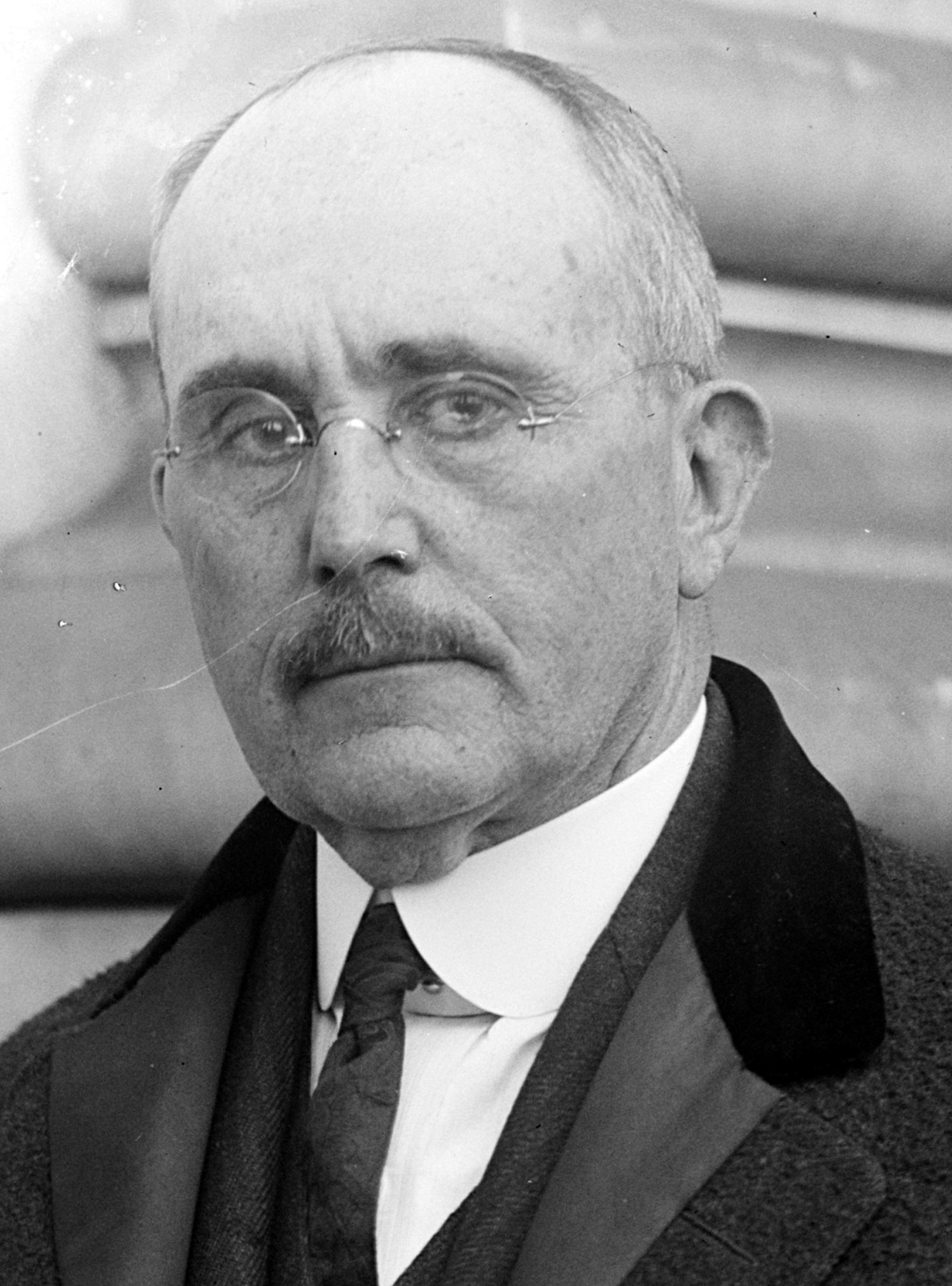
Rorer A. James (1920)

 Rorer Abraham James (* 1. März 1859 bei Brosville, Pittsylvania County, Virginia; † 6. August 1921 in Danville, Virginia) war ein US-amerikanischer Politiker. In den Jahren 1920 und 1921 vertrat er den Bundesstaat Virginia im US-Repräsentantenhaus.

## Werdegang
Rorer James genoss zunächst eine private Schulausbildung und besuchte danach das Roanoke College. Anschließend studierte er bis 1882 am Virginia Military Institute in Lexington. Nach einem anschließenden Jurastudium an der University of Virginia in Charlottesville und seiner 1887 erfolgten Zulassung als Rechtsanwalt begann er in Danville in diesem Beruf zu arbeiten. In dieser Stadt war er auch im Zeitungsgeschäft tätig. Gleichzeitig schlug er als Mitglied der Demokratischen Partei eine politische Laufbahn ein. Zwischen 1889 und 1892 saß er im Abgeordnetenhaus von Virginia; von 1893 bis 1901 gehörte er dem Staatssenat an. Im Jahr 1920 war er Delegierter zur Democratic National Convention in San Francisco. Zeitweise fungierte er auch als Vorsitzender seiner Partei auf Staatsebene.
Nach dem Rücktritt des Abgeordneten Edward W. Saunders wurde James bei der fälligen Nachwahl für den fünften Sitz von Virginia als dessen Nachfolger in das US-Repräsentantenhaus in Washington, D.C. gewählt, wo er am 1. Juni 1920 sein neues Mandat antrat. Nach einer Wiederwahl konnte er bis zu seinem Tod am 6. August 1921 im Kongress verbleiben. Danach fiel sein Mandat an den in einer Nachwahl gewählten J. Murray Hooker.